# Libertad (Táchira)
Libertad é um município da Venezuela localizado no estado de Táchira.
A capital do município é a cidade de Capacho Viejo.